# Escudo de San Sebastián
El escudo de la ciudad de San Sebastián fue adoptado a mediados del siglo XVI. Su utilización aparece documentada por primera vez en una impronta de un sello de la ciudad presente en un documento del año 1577, custodiado en el Archivo Diocesano de Pamplona.
Su descripción heráldica o blasonamiento es la siguiente:

En campo de azur, sobre ondas de azur y plata, un bergantín, de oro, de tres palos, habillado de plata y acompañado de las letras SS, de plata, una en cada cantón. Bordura de plata con la leyenda "Ganadas por fidelidad, nobleza y lealtad", en letras de sable.

 Al timbre, Corona Real cerrada, que es un círculo de oro, engastado de piedras preciosas, compuesta de ocho florones de hojas de acanto, visible cinco, interpoladas de perlas y de cuyas hojas salen sendas diademas sumadas de perlas, que convergen en el mundo de azur o azul, con el semimeridiano y el ecuador en oro, sumado de cruz de oro. La corona forrada de gules o rojo.

El elemento central del escudo de San Sebastián es un bergantín con su casco y mástiles de color amarillo o dorado,  blasonado de oro. El barco aparece navegando en el mar, representado mediante ondas de azur, color azul, y  de plata, color blanco. El bergantín es un navío, habitualmente de dos mástiles, con todo su aparejo formado por velas cuadradas. Este tipo de embarcación apareció durante la segunda parte del siglo XV y se empleó de forma generalizada hasta el siglo XIX. Se caracterizaba por su rapidez y agilidad en la maniobra. Siendo adecuados para tráfico entre continentes, los bergantines fueron empleados como buques para tráfico mercante.
Inicialmente en el escudo aparecía representado un navío con un único mástil y sin las velas desplegadas que es el diseño más frecuente para este mueble (figura) en la heráldica desde sus comienzos. Además, en este primer periodo, se incluían varios miembros de su tripulación dentro de la nave. A mediados del siglo XVII comenzó a figurar  un barco de tres mástiles, con su velamen extendido y sin tripulación. Pocos años después se estableció que la nave fuese una fragata con sus mástiles adornados con enseñas de color blanco con la Cruz de Borgoña. El Rey de armas Juan de Mendoza certificó oficialmente este diseño como el blasón de la ciudad en 1682. 
José de Rújula y Escobal, Cronista y Rey de armas de Alfonso XIII, incorporó en 1895 la figura del bergantín que es la usada actualmente. Una década después, el Ayuntamiento donostiarra aprobó una nueva versión en la que la embarcación aparece colocada navegando hacia la derecha del escudo (la izquierda del espectador) que es la posición habitual de las figuras en los escudos de armas. 

Logotipo empleado por el Ayuntamiento.

En las esquinas superiores del escudo, denomimadas en heráldica cantones, figuran dos mayúsculas “S”, las iniciales del santo que ha dado nombre a la ciudad. Durante el periodo medieval estas iniciales, ausentes en las primeras versiones, estuvieron escritas en caracteres góticos que fueron sustituidos por los actuales, romanos. Junto a las iniciales se incorporó el lema  “Ganadas por fidelidad, nobleza y lealtad”, escrito en letras de sable (color negro) y colocado en una bordura, que es una pieza heráldica de diferente color que rodea el interior del escudo por todos sus lados.
Con la dinastía borbónica en el trono de España, se consolidó el uso de una corona real cerrada por ocho diademas, cinco a la vista que había sido introducida por Felipe V. Después de la Guerra Civil, como ocurrió en muchas poblaciones y provincias españolas, se recuperó el uso una corona real antigua o abierta, que se había empleado hasta el siglo XVI y conservado en algunos casos. En la actualidad se continúa utilizando con mucha frecuencia una corona abierta. 
El Ayuntamiento de la ciudad emplea un logotipo que reproduce una versión esquemática del escudo timbrado con una corona real abierta, sin la bordura con el lema ni las siglas.

## Bibliofrafía
- Ampelio Alonso Cadenas López, Vicente Cadenas Vicent, Heráldica de las comunidades autónomas y de las capitales de provincia, pag. 128, Ed. Hidalguía, Madrid 1985, ISBN 840006047.
- Escudo de la ciudad de San Sebastián, Sitographics. Consultado el 29 de mayo de 2010.